# برترام گراسبی
برترام گراسبی (انگلیسی: Bertram Grassby; ۲۳ دسامبر ۱۸۸۰ – ۷ دسامبر ۱۹۵۳) هنرپیشه اهل بریتانیا بود.
وی بازیگر فیلم‌هایی همچون زن و بازیچه او و سالومه (فیلم ۱۹۱۸) بوده است.